# Civilanställd
Civilanställd är den personalkategori inom statliga uniformskårerna,  exempelvis militären och polisen, som inte är att betrakta som militär tjänsteman respektive polisman.

## Civilanställda i försvaret

### Danmark
Mekaniker är civilanställda tjänstemän med tjänstedräkt i Søværnet.

Seniormekaniker
Overmekaniker 1. grad
Overmekaniker 2. grad
Mekaniker

### Frankrike
Det franska försvaret hade 2010 cirka 80 000 civilanställda. De arbetade inom följande fyra yrkesområden:
- Teknik (65 % av alla civilanställda).
- Administration
- Hälso- och sjukvård
- Social

#### Personalkategorier
- Statstjänstemän[2]
  - Kategori A: lägst akademisk examen på grundnivå.
  - Kategori B: lägst studentexamen.
  - Kategori C: yrkesprogram på gymnasiet eller grundskola.
- Statsanställda (arbetare)[3]

##### Statstjänstemän
Exempel från yrkesområdet teknik.
| Personalkategori | Personalgrupp                                               | Tjänstebenämningar                                                                         | Krav på civil utbildning                                                   |
| ---------------- | ----------------------------------------------------------- | ------------------------------------------------------------------------------------------ | -------------------------------------------------------------------------- |
| A                | Ingénieur d’études et de fabrication (ingenjör)             | Ingénieur Ingénieur divisionnaire                                                          | akademisk examen på grundnivå                                              |
| B                | Technicien supérieur d’études et de fabrication (tekniker ) | Technicien de troisième classe Technicien de deuxième classe Technicien de première classe | DUT, BTS (motsvarande svensk yrkeshögskola)                                |
| C                | Agent technique de l’électronique (teknisk assistent )      |                                                                                            | BEP (kvalificerat yrkesprogram på gymnasiet)                               |
| C                | Maître-ouvrier (fackarbetare)                               | Maître-ouvrier Maître-ouvrier principal                                                    | BEP (kvalificerat yrkesprogram på gymnasiet) eller fem års yrkeserfarenhet |
| C                | Ouvrier professionnel (yrkesarbetare )                      |                                                                                            | CAP (yrkesprogram på gymnasiet) eller tre års yrkeserfarenhet              |
| C                | Agent des services techniques (tekniskt biträde)            |                                                                                            | grundskola                                                                 |

Källa:

##### Statsanställda
| Befattning                                               | Lönegrupper          |
| -------------------------------------------------------- | -------------------- |
| Ouvrier (arbetare)                                       | IVN-V-VI-VII-HG      |
| Chef d'équipe (förman)                                   | CE IVN-V-VI-VII-HG   |
| Technicien à statut ouvrier (kollektivanställd tekniker) | T2-3-4-5-5bis-6-6bis |
| Ouvrier hors catégorie (arbetare i högre kategori)       | A-B-C                |
| Chef d’équipe hors catégorie (förman i högre kategori)   | A-B                  |

Källa:

### Italien
Den italienska försvarsmaktens civilanställda personal tillhör någon av följande sektorer:
- Settore amministrativo, giudiziario, storico-culturale e linguistico (administrativ, juridisk, historisk-kulturell och språklig sektor).
- Settore dei servizi generali (allmän sektor).
- Settore della sanità (häslo- och sjukvård).
- Settore tecnico scientifico informatico (sektor för teknik, vetenskap och informationssystem).

Den civilansställda personalen indelas, precis som alla statsanställda, sedan 2007 i tre områden beroende på befattningsnivåer, där den första nivån är den lägsta och den tredje den högsta. Den första nivån förekommer i försvarsmakten endast inom den allmänna sektorn. Varje område indelas sedan i funktionsnivåer. Därtill kommer chefsnivåerna.

#### Funktionsnivåer, tjänstetitlar och civil utbildning
| Område | Funktionsnivå | Tjänstetitel | Krav på civil utbildning       |
| ------ | ------------- | ------------ | ------------------------------ |
| 1^     | F1-F3         | Addetto      | grundskola                     |
| 2^     | F1-F6         | Operatore    | grundskola och yrkesutbildning |
| 2^     | F2-F6         | Assistente   | gymnasium och yrkesutbildning  |
| 3^     | F1-F7         | Funzionario  | akademisk yrkesexamen          |

Källa:

#### Tjänsteställning
| Område                 | Funktionsnivå | Likställd med                           |
| ---------------------- | ------------- | --------------------------------------- |
| 1^                     | F1-3          | Menig                                   |
| 2^                     | F1            | Korpral                                 |
| 2^                     | F2            | Furir, Överfurir, Rustmästare, Sergeant |
| 2^                     | F3            | Översergeant                            |
| 2^                     | F4            | Fanjunkare                              |
| 2^                     | F5            | Överfanjunkare                          |
| 2^                     | F6            | Förvaltare                              |
| 3^                     | F1            | Fänrik                                  |
| 3^                     | F2            | Löjtnant                                |
| 3^                     | F3            | Kapten                                  |
| 3^                     | F4            | Major                                   |
| 3^                     | F5-7          | Överstelöjtnant                         |
| Dirigenza di 1^ fascia | -             | Överste                                 |
| Dirigente di 2^ fascia | -             | Brigadgeneral                           |
| Dirigente di 1^ fascia | -             | Generalmajor                            |

Källa:  

### Norge
I Norge finns ett system med tjänsteställningstecken för civilanställda i försvaret när de tjänstgör i uniform, till exempel vid deltagande i internationella operationer.

### Storbritannien
Det brittiska försvaret hade 2009 cirka 87 000 tjänster för civila. De var fördelade på följande verksamhetsområden:
- 2 % vid Försvarsministeriets centralförvaltning.
- 32,2 % vid militärkommandona.
- 20,5 % vid försvarets stödfunktioner.
- 19,5 % vid materielverken.
- 2,6 % var anställda vid Royal Fleet Auxiliary.
- 12,2 % var lokalanställda vid brittiska baser utanför hemlandet.
- 11 % vid försvarets affärsdrivande verk: Defence Support Group (materielunderhåll), Defence Science and Technology Laboratory (försvarsforskning), Meteorological Office (det brittiska meteorologiska institutet), United Kingdom Hydrographic Office (det brittiska hydrografiska institutet).

#### Militär grad, militär nivå, civil nivå
- 50 000 tjänstemän med 500 olika tjänstebenämningar avlönas i lönegraderna B1 till D.
- Etthundra tjänstebenämningar tillhör tjänstemän som avlönas vid sidan av lönegraderna B1 till D. Till dessa hör medicinska konsulter, civilanställda läkare, bärgningsexperter, lektorer och adjunkter samt amiralitetslotsar.
- 12 000 industrianställa avlönas i lönegraderna SZ4-1.
- 6 000 tjänstemän avlönas enligt civila löneavtal som ingåtts utanför försvaret. Till dessa hör civilanställd polis, civilanställda brandmän, civilanställd vårdpersonal, lärare vid ungdomsskolor vid brittiska baser utomlands med flera yrkesområden, där det finns fasta och dominerande lönestrukturer utanför försvarsministeriet.[17]

| Militär grad    | Militär nivå | Civil nivå | Tjänstebenämningar för försvarsministeriets administrativa personal | Exempel på andra civilanställda tjänstebenämningar                                               |
| --------------- | ------------ | ---------- | ------------------------------------------------------------------- | ------------------------------------------------------------------------------------------------ |
| General         | OF9          | SCS PB4    | Permanent Under Secretary Second Permanent Under Secretary          |                                                                                                  |
| Generallöjtnant | OF8          | SCS PB3    | Deputy Under Secretary                                              |                                                                                                  |
| Generalmajor    | OF7          | SCS PB2    | Assistant Under Secretary                                           |                                                                                                  |
| Brigadgeneral   | OF6          | SCS PB1    | Executive Director Assistant Secretary                              |                                                                                                  |
| -               | -            | B1         | Senior Principal Officer                                            | Senior Medical Officer Medical Officer Director of Studies Principal Salvage and Mooring Officer |
| Överste         | OF5          | B2         | Principal Officer                                                   | Chief Admiralty Pilot Principal Lecturer Salvage and Mooring Officer                             |
| Överstelöjtnant | OF4          | C1         | Senior Executive Officer                                            | Admiralty Pilot Senior Lecturer Salvage Engineer                                                 |
| Major           | OF3          | C2         | Higher Executive Officer                                            | Lecturer Salvage Operator Mechanic                                                               |
| Kapten          | OF2          | D SZ4      | Executive Officer                                                   | Mess Manager                                                                                     |
| Förste sergeant | OR6          | E1 SZ3 SZ2 | Administrative Officer                                              | Chief Cook Cook Vehicle Mechanic Courier Escort/Driver                                           |
| -               | -            | E2 SZ1     | Administrative Assistant                                            | Driver Yacht Maintainer                                                                          |

SCS = Senior Civil Service (chefstjänstemän).
SZ = Skill Zone (lönegrader för industrianställda).

### Sverige
Den svenska försvarsmakten har cirka 8 000 civilanställda inom många olika yrken.
Svenska polismyndigheten ett stort antal civilanställda med olika utbildningsbakgrunder och professioner, de som de alla har gemensamt är att dessa inte har tagit någon polisexamen. 

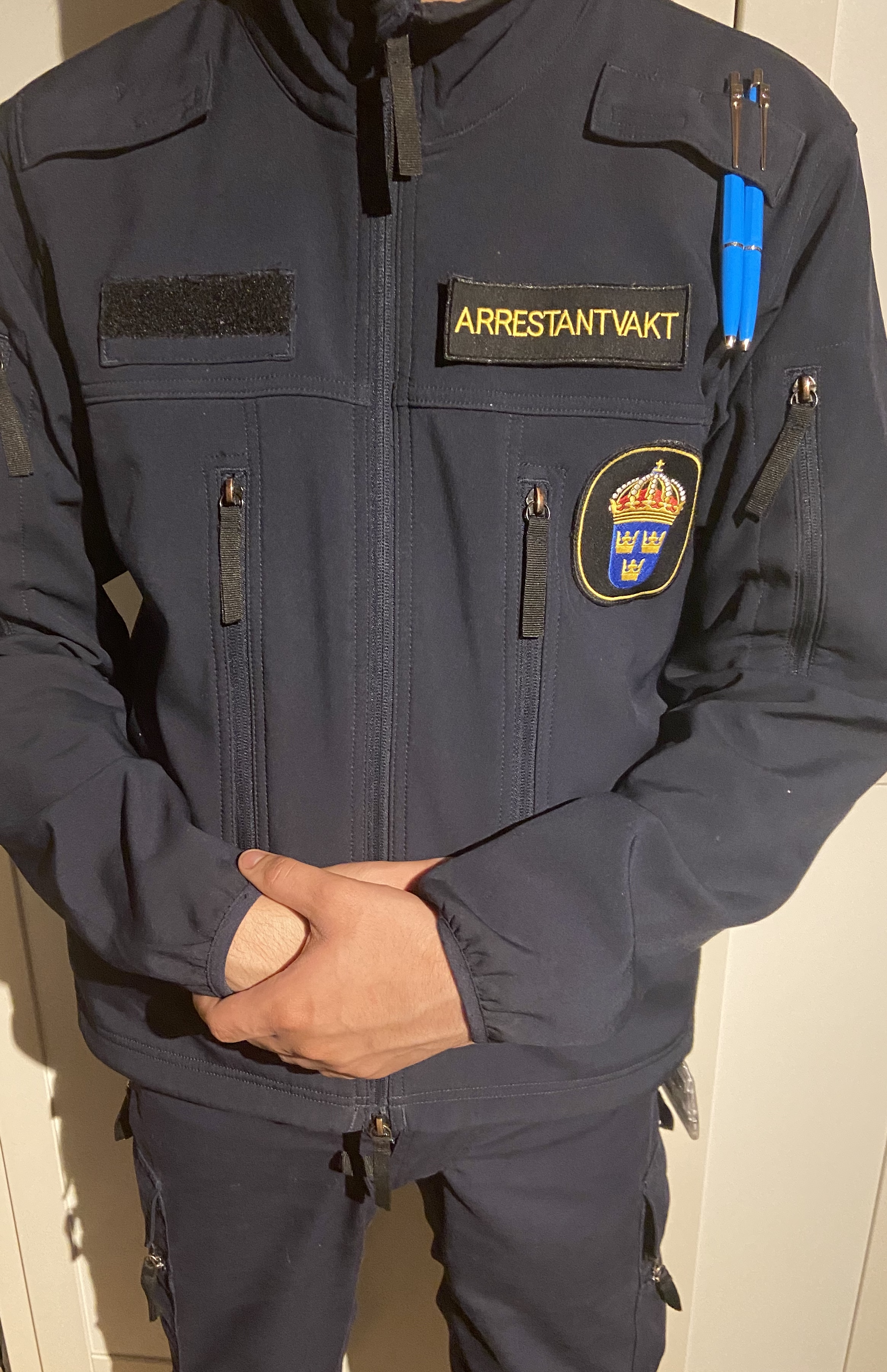
Uniform för civilanställda vid svenska polismyndigheten

#### Försvarsmakten
I samband med 2009 års befälsordning infördes ett nivåsystem motsvarande försvarsmaktens militära gradsystem för den svenska försvarsmaktens civilanställda personal. Vid bärande av civil tjänstedräkt skall civilanställd personal bära tjänstegruppstecken för att utmärka nivå. Militär personal som innehar befattning utan krav på militär utbildning tilldelas också tjänstegrupp i stället för militär grad. Tjänstegruppstecken kombineras alltid med yrkesband.
För civilanställda som tillhör Officersnivån (CF) krävs lägst akademisk examen samt erfarenhet i yrkesrollen, stort personalansvar och bred erfarenhet. För civilanställda som tillhör nivån Andra grader (CR) krävs i spannet CR 6-9 
gymnasiekompetens, eftergymnasial yrkesutbildning och i vissa fall högskolebehörighet samt gedigen praktisk och teoretisk erfarenhet i yrkesrollen men ett mindre personalansvar. I spannet CR 1-5 krävs ingen särskild civil skolunderbyggnad.
Tjänstegruppstecken bärs på vänster kragspegel av civil tjänsteman på civil tjänstedräkt. Sådan tjänsteman bär på höger kragspegel försvarsmaktstecken och yrkesband för aktuellt befattningsområde. Uniformen utgör då civil tjänstedräkt.
 
Specialist, civil personal förordnad som militär personal vid tjänst på befattning i insats- eller krigsförband inplaceras i tjänstegrupp. Sådan personal kombinerar tjänstegruppstecknet med försvarsmakts-, truppslags-,försvarsgrens- eller facktecken invävt i brons samt anlägger yrkesband enligt befattningsområde. Tjänstegruppstecken i form av "vita gradbeteckningar" skulle införts av Försvarsmakten, men i stället har sedvanliga gradbeteckningar använts, försedd med vitt yrkesband i nederkant.

#### Militär grad, militär nivå, civil nivå
| Militär grad                           | Militär nivå | Civil nivå | Exempel på tjänstegruppinplacering av specialist (civil personal förordnad som militär personal vid tjänst på befattning i insatsförband) |
| -------------------------------------- | ------------ | ---------- | --- |
| General Amiral                         | OF 9         | CF 9       | |
| Generallöjtnant Viceamiral             | OF 8         | CF 8       | |
| Generalmajor Konteramiral              | OF 7         | CF 7       | Chefsjurist Kommunikationsdirektör |
| Brigadgeneral Flottiljamiral           | OF 6         | CF 6       | |
| Överste 1 gr Överste Kommendör         | OF 5         | CF 5       | Strategichef Avdelningschef Sektionschef/stf sektionschef LEDS HKV |
| Överstelöjtnant Kommendörkapten        | OF 4         | CF 4       | Analytiker (MUST) Avdelningschef Information Management Officer Inspektör vid Militära Flyginspektionen Planerare inom infrastruktur Pressekreterare Samverkansofficer (MUST) Sektionschef/stf sektionschef Stabsläkare                                              |
| Major Örlogskapten                     | OF 3         | CF 3       | Analytiker (MUST) Public Affairs Officer (kommunikatör vid HKV) Juridisk rådgivare (utlandstjänst) Stabsläkare Systemingenjör Tekniksystemledare |
| Kapten                                 | OF 2         | CF 2       | Fältpastor (utlandstjänst) Gender Field Advisor Inköpare (utlandstjänst) Läkare Press- och informationsofficer, PIO (utlandstjänst) Signalunderrättelsebefäl Underrättelsebefäl Utbildningssjuksköterska                                                             |
| Löjtnant Fänrik                        | OF 1         | CF 1       | Anestesiläkare Fordonskontrollant Fortifikation/Brandsäkerhetsofficer HR-personal med examen Hälsoskyddsinspektör Kommunikatör vid förband Kriminalunderrättelsebefäl Livsmedelstekniker Sjuksköterska Underrättelseanalytiker Underrättelseassistent/Stabsassistent |
| Regementsförvaltare Flottiljförvaltare | OR 9         | CR 9       | |
| Förvaltare                             | OR 8         | CR 8       | |
| Fanjunkare                             | OR 7         | CR 7       | Chefssekreterare Personalvårdsbefäl PsyOps-personal med journalistutbildning |
| Översergeant Sergeant                  | OR 6         | CR 6       | Personlig assistent till högre chef (utlandstjänst) Terminalgruppchef |
| Överfurir Furir                        | OR 5         | CR 5       | Logistikassistent Personalassistent |
| Korpral                                | OR 4         | CR 4       | Stabsexpeditionsbiträde |
| Vicekorpral                            | OR 3         | CR 3       | Elektriker |
| Menig 4 Menig 3                        | OR 2         | CR 2       | |
| Menig 2 Menig 1 Menig                  | OR 1         | CR 1       | Medicinsk tekniker |

### Tyskland
Den tyska försvarsmakten Bundeswehr hade 2010 cirka 80 000 civilanställda vilka arbetade vid 120 militära arbetsplatser i Tyskland och i utlandet.
| Civil personal i Bundeswehr                  |                                        |                                                                 |                                                    |                   | |               |
| Personalgrupp                                | Personal- kategori                     | Anställningskrav                                                | Tjänstgörings- förhållanden                        | Intern utbildning | Befordringsgång |               |
| Teknisk tjänsteman på mellannivå             | Mittlere Dienst Mellantjänstemän       | Yrkesutbildning, yngre än 50 år                                 | Statstjänsteman med en tjänsteförpliktelse om 5 år | 12 månader        | Beamtenanwärter Techn. Regierungsobersekretär Techn. Regierungshauptsekretär Techn. Amtsinspektor                     | [ 50 ] [ 51 ] |
| Förvaltnings tjänsteman på mellannivå        | Mittlere Dienst Mellantjänstemän       | Yrkesutbildning och 18 månaders yrkeserfarenhet, yngre än 50 år | Statstjänsteman                                    | 0 mån             | Regierungssekretär Regierungsobersekretär Regierungshauptsekretär Amtsinspektor                                       | [ 52 ] [ 53 ] |
| Förvaltnings- tjänsteman på högre mellannivå | Gehobene Dienst Högre mellantjänstemän | Högskolebehörighet                                              | Statstjänsteman med en tjänsteförpliktelse om 5 år | Högskola 3 år     | Beamtenanwärter Regierungsinspektor Regierungsoberinspektor Regierungsamtmann Regierungsamtsrat Regierungsoberamtsrat | [ 54 ] [ 55 ] |
| Teknisk tjänsteman på högre nivå             | Höhere Dienst Högre tjänsteman         | Civilingenjör                                                   | Statstjänsteman med en tjänsteförpliktelse om 5 år | 18 månader        | Techn. Regierungsrat Techn. Regierungsoberrat Techn. Regierungsdirektor Leitender Techn. Regierungsdirektor           | [ 56 ] [ 57 ] |

## Civilanställd i polisen

### Frankrike
Civilanställda i den civila statspolisen Police Nationale tillhörde bland annat följande yrkesområden och befordringsgångar.

#### Administrativ personal
| Karriär                                             | Antagningskrav                                      | Grader |
| --------------------------------------------------- | --------------------------------------------------- | --- |
| Adjoint administratif tjänsteman kategori C         | Inga särskilda utbildningskrav                      | adjoint administratif de 2° classe adjoint administratif de 1° classe adjoint administratif principal de 2° classe adjoint administratif principal de 1° classe |
| Secrétaire administratif tjänsteman kategori B      | Gymnasium med högskolebehörighet dvs. studentexamen | secrétaire administratif de classe normale secrétaire administratif de classe supérieure secrétaire administratif de classe exceptionnelle                      |
| Attaché IOM, périmètre police tjänsteman kategori A | Akademisk examen på grundnivå                       | attaché d'administration (attaché de police) attaché principal d'administration (attaché principal de police)                                                   |

Källor:

#### Kriminalteknisk personal
| Karriär                                                                    | Antagningskrav                                                       | Grader |
| -------------------------------------------------------------------------- | -------------------------------------------------------------------- | --- |
| Agent spécialisé de police technique et scientifique tjänsteman kategori C | Gymnasium på yrkesprogram                                            | agent spécialisé de la police technique et scientifique agent spécialisé principal de la police technique et scientifique                                               |
| Technicien de police technique et scientifique tjänsteman kategori B       | Högskoleexamen (tvåårig) eller vad som motsvarar yrkeshögskoleexamen | technicien de la police technique et scientifique technicien principal de la police technique et scientifique technicien en chef de la police technique et scientifique |
| Ingénieur de la police technique et scientifique tjänsteman kategori A     | Civilingenjörsexamen eller annan akademisk examen på avancerad nivå  | ingénieur de la police technique et scientifique ingénieur principal de la police technique et scientifique ingénieur en chef de la police technique et scientifique    |

Källor:

### Storbritannien
Vid Metropolitanpolisen verkar den civilanställda personalen inom följande yrkesområden (inom parentes ges exempel på några yrken tillhörande yrkesområdet):
- Administration (kansliassistent, kanslisamordnare)
- Information (informationssekreterare)
- Personal (utbildningsledare, personaladministratör, rekryterare)
- Arbetsmiljö och företagshälsovård (sjuksköterska, arbetsmiljöingenjör, kurator)
- Kriminalteknik (kriminalteknisk undersökningsledare, fingeravtryckstekniker, brottsplatsundersökare)
- Operativt understöd (fordonsförare, larmoperatör, underrättelseanalytiker, skyddsvakt, beridare, stallpersonal)
- Juridik (jurist, notarie, juristsekreterare, biblioteksassistent)
- Utredning (civil utredare, brandingenjör)
- Informationsteknologi (systemanalytiker)
- Ekonomi (ekonomihandläggare)

### Sverige
Den svenska polisen har cirka 7 000 civilanställda, där dessa kan ha olika funktioner som till exempel bilinspektörer, passkontrollanter, receptionister eller som operatörer på polisens regionledningscentral (RLC), jurister, HR konsulter och Strategiska inköpare. Civilanställda som är uniformspliktiga bär vapensköld i form av lilla riksvapnet tillsammans med funktionsbeteckning på bröstet av uniformen.

## Civilanställd i räddningstjänsten

### Frankrike
Det franska civila brandförsvaret hade 2011 cirka 11 000 civivilanställda (personnels administratifs, techniques et spécialisés) (PATS). Det är ekonomer, administratörer, jurister, tekniker och personalhandläggare. Om länsbrandstyrelsen så bestämmer kan en särskild tjänst som administrativ direktör (directeur administratif et financier) inrättas för att avlasta brandchefen det administrativa och ekonomiska ansvaret. Denne kan antingen vara ett högre brandbefäl eller en civilanställd. 
Personalen räknas som kommunaltjänstemän och är indelade i samma kategorier som statstjänstemännen (se ovan).
| Administrativ personal                         | Teknisk personal                           | Likställd grad för operativ personal |
| ---------------------------------------------- | ------------------------------------------ | ------------------------------------ |
| Tjänstemän kategori C                          |                                            |                                      |
| Adjoint administratif                          | Adjoint technique                          | Sapeur                               |
| Adjoint administratif principal de 2ème classe | Adjoint technique principal de 2ème classe | Caporal                              |
| Adjoint administratif principal de 1ère classe | Adjoint technique principal de 1ère classe | Caporal-chef                         |
| Tjänstemän kategori B                          |                                            |                                      |
| Rédacteur                                      | Technicien                                 | Lieutenant de 2me classe             |
| Rédacteur principal de 2ème classe             | Technicien principal de 2ème classe        | Lieutenant de 1re classe             |
| Rédacteur principal de 1ère classe             | Technicien principal de 1ère classe        | Lieutenant hors classe               |
| Tjänstemän kategori A                          |                                            |                                      |
| Attaché                                        | Ingénieur                                  | Capitaine                            |
| Attaché principal                              | Ingénieur principal                        | Commandant                           |
| Attaché hors classe                            | Ingéniuer hors classe                      | Lieutenant-colonel                   |
| Administrateur                                 | Ingénieur en chef                          | Colonel                              |
| Administrateur hors classe                     | Ingénieur en chef hors classe              | Colonel hors classe                  |
| Administrateur général                         | Ingénieur en chef général                  | Contrôleur général                   |

Källa: